# Haploposthia rubra
Haploposthia rubra är en plattmaskart som först beskrevs av An der Lan 1936.  Haploposthia rubra ingår i släktet Haploposthia och familjen Haploposthiidae. Arten är reproducerande i Sverige. Inga underarter finns listade i Catalogue of Life.